# Cada Dia Te Quero Mais
Cada Dia Te Quero Mais é um álbum do cantor sertanejo Eduardo Costa em parceria com a Universal Music. Lançado em 2008, contém 16 faixas, sendo uma delas com a participação da dupla sertaneja Bruno e Marrone.

## Lista de Faixas
| N.º | Título                                            | Compositor(es)                                  | Duração |  |
| 1.  | "A Carta"                                         | Álvaro Socci, Cláudio da Matta                  | 4:01    |  |
| 2.  | "Melhor Ou Pior"                                  | Zezé Di Camargo, Piska                          | 3:35    |  |
| 3.  | "Cachaceiro"                                      | Eduardo Costa, Chico Amado, Alex                | 3:10    |  |
| 4.  | "Eu Aposto"                                       | César Augusto, Cláudio Noam, Eduardo Costa      | 3:47    |  |
| 5.  | "Esquecer é o Nosso Jeito"                        | Fátima Leão, Netto                              | 4:10    |  |
| 6.  | "Solidão Por Perto"                               | Cecílio Nena, João Gabriel                      | 3:20    |  |
| 7.  | "Você Foi Atriz" (part. especial Bruno & Marrone) | Bruno, Edson                                    | 3:36    |  |
| 8.  | "Cada Dia Eu Te Quero Mais"                       | César Augusto, Piska                            | 3:39    |  |
| 9.  | "Casa Solidão"                                    | Nildomar Dantas, Lucimar                        | 3:32    |  |
| 10. | "Tá Bombando"                                     | Chico Amado                                     | 2:59    |  |
| 11. | "Eu Quebrei A Cara"                               | Eduardo Costa, Fátima Leão                      | 3:25    |  |
| 12. | "Vai Viver A Sua Vida"                            | Alex Torricelli, Kadu Brunhera                  | 4:03    |  |
| 13. | "Comigo A Fila Anda"                              | Eduardo Costa, Alex                             | 3:00    |  |
| 14. | "Presente De Deus"                                | Eduardo Costa, Alex, Cláudio Noam               | 3:29    |  |
| 15. | "Primeiro De Abril"                               | Carlos Randall, Serginho Pinheiro, Joel Marques | 3:32    |  |
| 16. | "Anjo Loiro"                                      | Piska, Alexandre, Rocky                         | 3:26    |  |

## Singles
- "Eu Aposto"
- "Melhor ou Pior"
- "Você Foi Atriz" (Com Bruno & Marrone)
- "Cachaceiro"